# Carl Söderberg
Carl Söderberg (ur. 12 października 1985 w Malmö) – szwedzki hokeista, reprezentant Szwecji.

## Kariera
- Skåne (2000)
- Skå IK (2000)
- Malmö J18 (2000-2001)
- Malmö J20 (2001-2005)
- Malmö Redhawks (2004-2011)
  -  Mörrums GoIS (2005)
- Linköping (2011-2013)
- Boston Bruins (2013-2015)
- Colorado Avalanche (2015-2019)
- Arizona Coyotes (2019-2020)
- Chicago Blackhawks (2020-)

Wychowanek klubu Malmö IF. Od kwietnia 2011 roku Linköping. We wrześniu 2011 roku przedłużył kontrakt o trzy lata, a w czerwcu 2012 roku do końca sezonu 2014/2015. Mimo to w kwietniu 2013 roku został zawodnikiem Boston Bruins podpisując trzyletni kontrakt. Od czerwca 2015 zawodnik Colorado Avalanche, związany pięcioletnim kontraktem. W czerwcu 2019 przeszedł do Arizona Coyotes. Pod koniec grudnia 2020 przeszedł do Chicago Blackhawks.
W kadrze seniorskiej reprezentacji Szwecji uczestniczył w turniejach Euro Hockey Tour, Pucharu Świata 2016, mistrzostw świata w 2017.

## Sukcesy
Reprezentacyjne
- Brązowy medal mistrzostw świata juniorów do lat 18: 2005
- Złoty medal mistrzostw świata: 2017

Klubowe
- Złoty medal mistrzostw Allsvenskan: 2006 z Malmö Redhawks
- Prince of Wales Trophy: 2013 z Boston Bruins
- Presidents’ Trophy: 2014 z Boston Bruins
- Mistrzostwo konferencji NHL: 2013, 2014 z Boston Bruins
- Mistrzostwo dywizji NHL: 2014 z Boston Bruins

Indywidualne
- Karjala Cup 2012:
  - Pierwsze miejsce w klasyfikacji strzelców turnieju: 2 gole
  - Pierwsze miejsce w klasyfikacji kanadyjskiej turnieju: 2 punkty
- Elitserien (2012/2013):
  - Pierwsze miejsce w klasyfikacji strzelców w sezonie zasadniczym: 31 goli (Trofeum Håkana Looba)